# HD 164507
HD 164507，又名BD+15 3327，SAO 103299、HR 6722，是一颗恒星，视星等为6.26，位于銀經41.12，銀緯17.85，其B1900.0坐标为赤經17h 56m 26.2s，赤緯+15° 17.85′ 58″。